# Theuremaripa rivae
Theuremaripa rivae är en skalbaggsart som beskrevs av Martinez 1978. Theuremaripa rivae ingår i släktet Theuremaripa och familjen Rutelidae. Inga underarter finns listade i Catalogue of Life.